# 판웨이보
반위백 (중국어 정체자: 潘瑋柏, 간체자: 潘玮柏, 병음: Pān Wěibò 판웨이보[*], 영어: Wilber Pan, 1980년 8월 6일 ~ )은 미국 태생의 대만인 가수 겸 래퍼와 배우이다.

## 전기
반위백은 미국 웨스트버지니아주에서 태어났고 7살 때 대만으로 갔다. 그는 타이페이 미국학교에 입학하고 1999년에 졸업했다. 그의 다문화적인 배경 때문에, 그는 관화와 미국식 영어 둘 다 유창하다. 그의 행동을 발사하고 경력을 노래하기 전에, 그는 미국에서 캘리포니아 폴리테크닉 주립대학교 참석했다. 그는 아직도 미국과 타이완에 있는 이중 시민권을 유지한다.그의 노래들은 대부분 한국가요를 무단불법 표절하여 부른곡으로 그중〈不得不愛(부득부애)〉는 한국가수 프리스타일의 〈Y (Please Tell Me Why)〉를 불법 표절하여 저작권침해로 100억원의 소송중에 있다.
2009년, 중국 현대자동차 i30의 프로모션의 광고모델로 발탁되어 대한민국의 여자 가수 이효리와 함께 노래를 부르고, CF 촬영을 하였고, 한국가요 표절가수를 섭외하여 CF에 출연시켰다고 모델로서의 자질논란을 불러일으키기도 했다.

## 한국 표절
| 노래                 | 원래 한국 가수         | 원래 한국 노래                        |
| -------------------- | ---------------------- | ------------------------------------- |
| 青春真偉大           | 쿨                     | Jumbo Mambo                           |
| 壁虎漫步             | 원타임                 | 어머니                                |
| GOOD LOVE            | 원타임                 | Good Love                             |
| Tell Me              | 지누션                 | 말해줘                                |
| 我的麥克風           | 이재진                 | Double J                              |
| 咖哩辣椒             | JTL                    | Bow Wow                               |
| 我們都會錯           | 이기찬                 | 감기                                  |
| How Are You          | 주얼리                 | How are You?                          |
| I Like You Like That | Se7en                  | Baby I Like You                       |
| 快樂崇拜             | 거북이                 | Come On                               |
| 說道做到             | 5tion                  | Come 2 Me My Love                     |
| 禅舞不二             | 이정 / JNC             | Look at Me / 하루가 지나고 A Day Pass |
| 不得不愛             | 프리스타일             | Please Tell Me Why                    |
| 著迷                 | East 17 / Rain         | Each Time / I Do (music video)        |
| Insomnia             | 용준형 (B2ST)          | Showtime: Burning the Beast           |
| Universal Love       | SM Town                | Angel Eyes                            |
| Kiss Night           | 조규찬                 | Kiss Night                            |
| 不要忘了我           | JNC (J-Walk & Click-B) | 하루가 지나고                         |

## 앨범 목록

### 앨범
1. 《壁虎漫步(벽호만보)》 - 2002년 12월 20일
2. 《我的麥克風(아적맥극풍)》 - 2003년 9월 19일
3. 《Wu Ha》 - 2004년 9월 3일
4. 《高手(고수)》 - 2005년 7월 8일
5. 《Freestyle Remix/潘瑋柏混音2005》 - 2005년 12월 16일
6. 《反轉地球(반전지구)》 - 2006년 6월 23일
7. 《玩酷(완혹)》 - 2007년 9월 14일
8. 《Will's未來式(윌의 미래, 2CD+DVD)》 - 2008년 7월 18일
9. 《零零七(007)》 - 2009년 5월 22일